# Polycitor protectans
Polycitor protectans is een zakpijpensoort uit de familie van de Polycitoridae. De wetenschappelijke naam van de soort is voor het eerst geldig gepubliceerd in 1899 door Herdman.